# Sèrie derivada
Una sèrie derivada, esqueix o derivat (també coneguda per l'anglicisme spin-off) és una sèrie de televisió, programa de ràdio, videojoc o qualsevol treball narratiu creat a partir d'un altre treball existent, prenent d'aquest algun element principal, comunament, un personatge que va ser part del ventall protagonista o el lloc on passen els fets, o univers fictici de la sèrie original.

## Exemples
La sèrie animada La llegenda de Korra que prové de la sèrie Avatar: L'últim mestre de l'aire on podem apreciar-hi el pas dels anys i podem veure els fills dels personatges de l'antiga sèrie.
Strike Witches: Witches of Andorra de Takeshi Nogami és una sèrie derivada de Strike Witches en forma de còmic de 32 pàgines amb una història situada a l'Andorra del 1940 i reconegut com a documentat de manera fidel.

## Falses sèries derivades
De vegades es fa servir la tirada de determinat personatge en una sèrie perquè una altra tingui èxit. És el cas de Belén Rueda en els seus papers de Clara en Médico de familia i després a Periodistas. Els creadors de Periodistas van recórrer al personatge de la fotògrafa per atraure el públic fidel a la sèrie original. Era un reclam, però no va arribar a ser la protagonista.
En altres casos es presenta el personatge d'una sèrie que serà llançada en un o dos capítols d'una sèrie d'èxit, cosa que no es pot considerar un esqueix com a tal, ja que el personatge va ser creat per a la segona sèrie, no és un personatge creat per la primera i evolucionat en la segona.
Melrose Place és un exemple d'això, ja que el seu primer capítol contínua una trama iniciada en un capítol de Beverly Hills, 90210. A Espanya això es va fer amb la sèrie Policías, en el corazón de la calle d'Antena 3, diversos els personatges van aparèixer en un episodi de Compañeros, emesa pel mateix canal.
A Aquí no hay quien viva després de desnonar tots els veïns per a construir oficines (fi de la sèrie), gran part dels actors es mudaren a la nova sèrie (La que se avecina), que succeeix a la urbanització Mirador de Montepinar al carrer Au del Paradís, número 7. Realment no es pot considerar derivada a l'ús, ja que el que es mantenen són els actors i una trama bastant similar, no els personatges, que són tots de nova creació.